# Cathartes aura
Cathartes aura là một loài chim trong Họ Kền kền Tân thế giới.
Loài này phân bố từ nam Canada đến mũi cực nam của Nam Mỹ. Nó sinh sống ở một số khu vực mở và bán mở, bao gồm rừng cận nhiệt đới, rừng cây bụi, đồng cỏ và sau mạc. Nó hầu như chỉ ăn xác chết. Nó tìm xác chết bằng cách sử dụng cặp mắt tinh tường và khứu giác, bay đủ thấp để dò ra khí thoát ra từ quá trình bắt đầu phân hủy của động vật chết. Khi bay nó sử dụng luồng nhiệt bốc lên để di chuyển trong không khí, đập cánh không thường xuyên.
Nó đậu thành nhóm khi ngủ. Nó thiếu một minh quản - cơ quan tạo âm của chim nên nó phát âm nhỏ và thấp. Nó làm tổ trong hang, hốc cây, nó cho con chim non ăn bằng cách nôn mồi ra. Nó có rất ít kẻ thù săn mồi tự nhiên.

## Hình ảnh

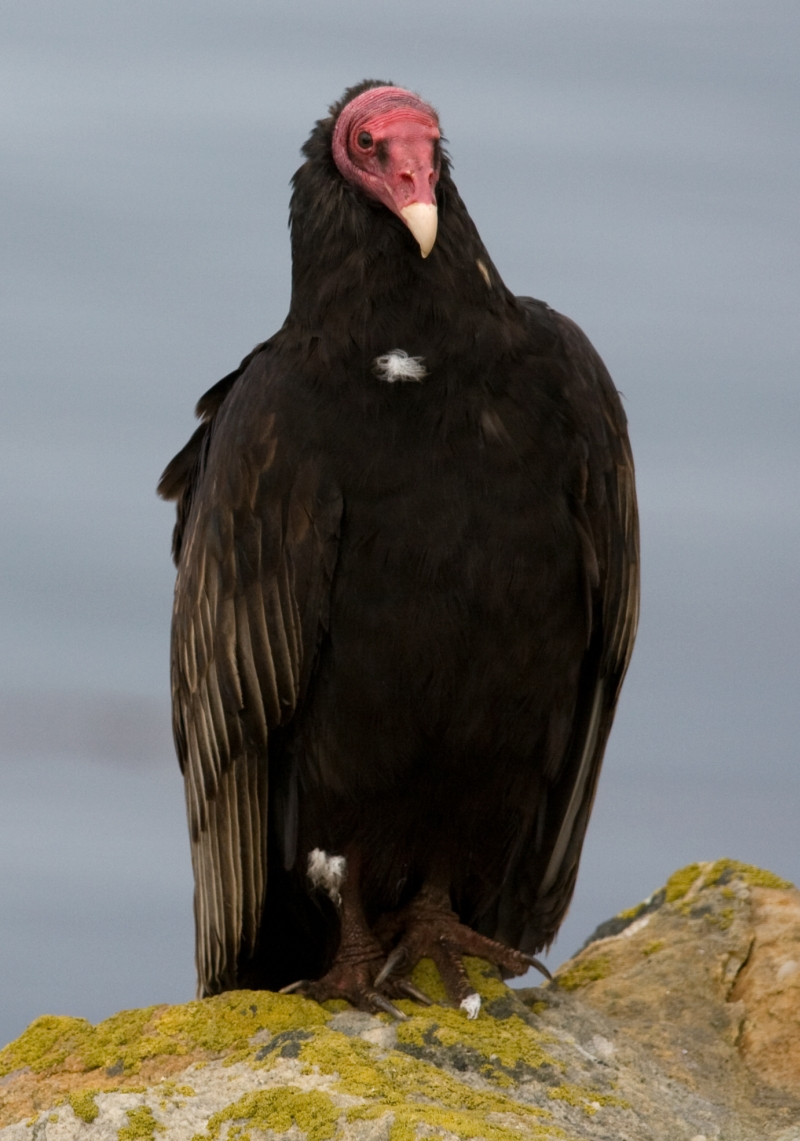
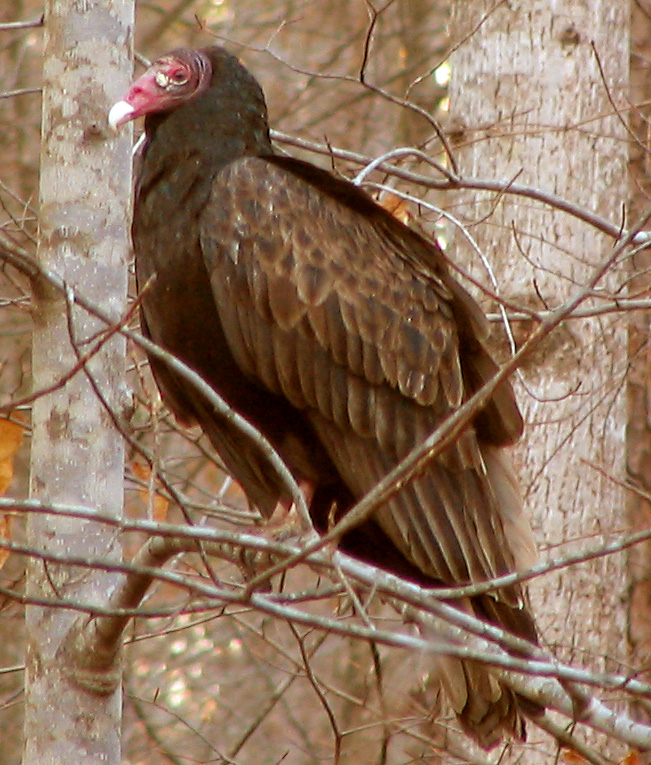
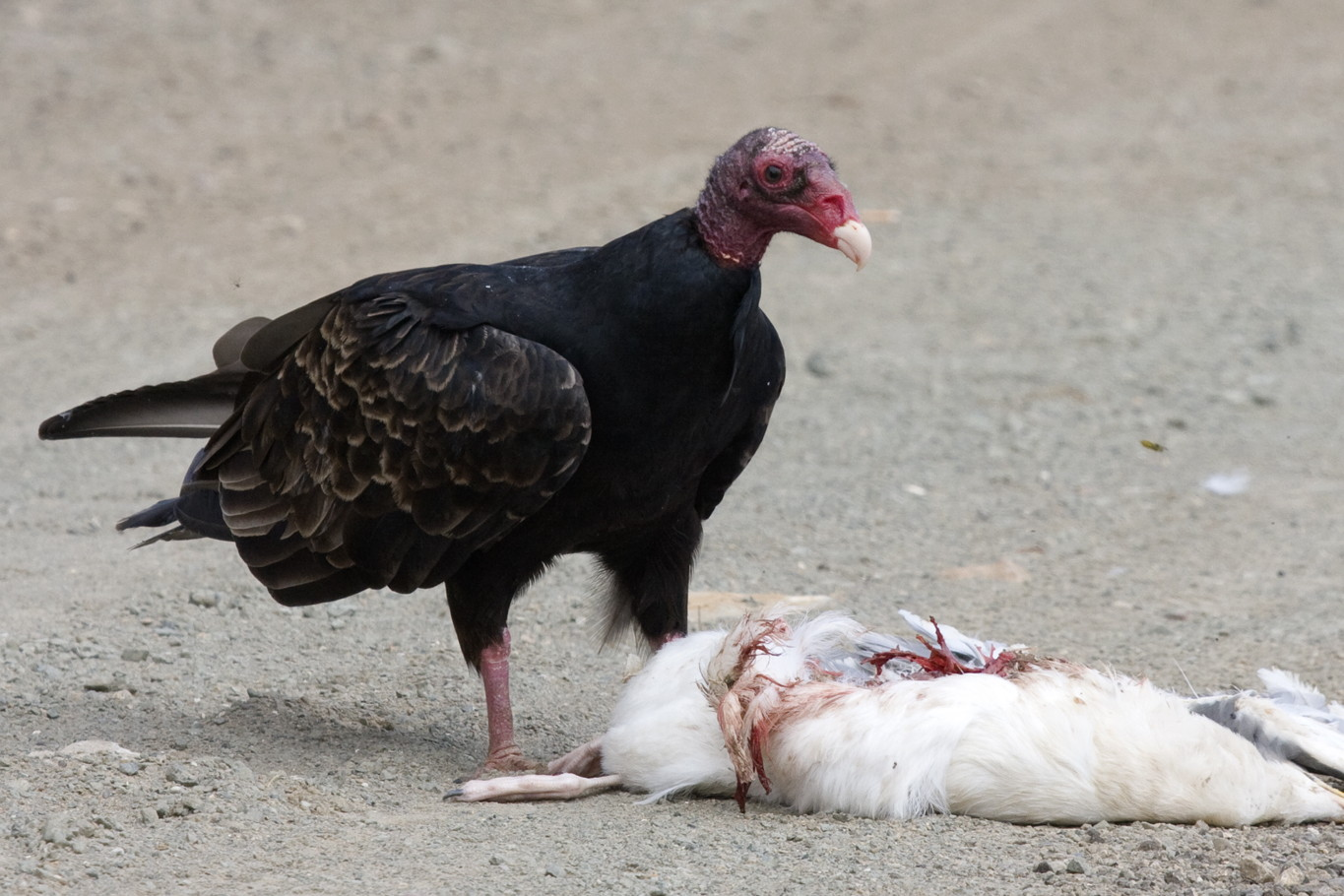